# Qadian

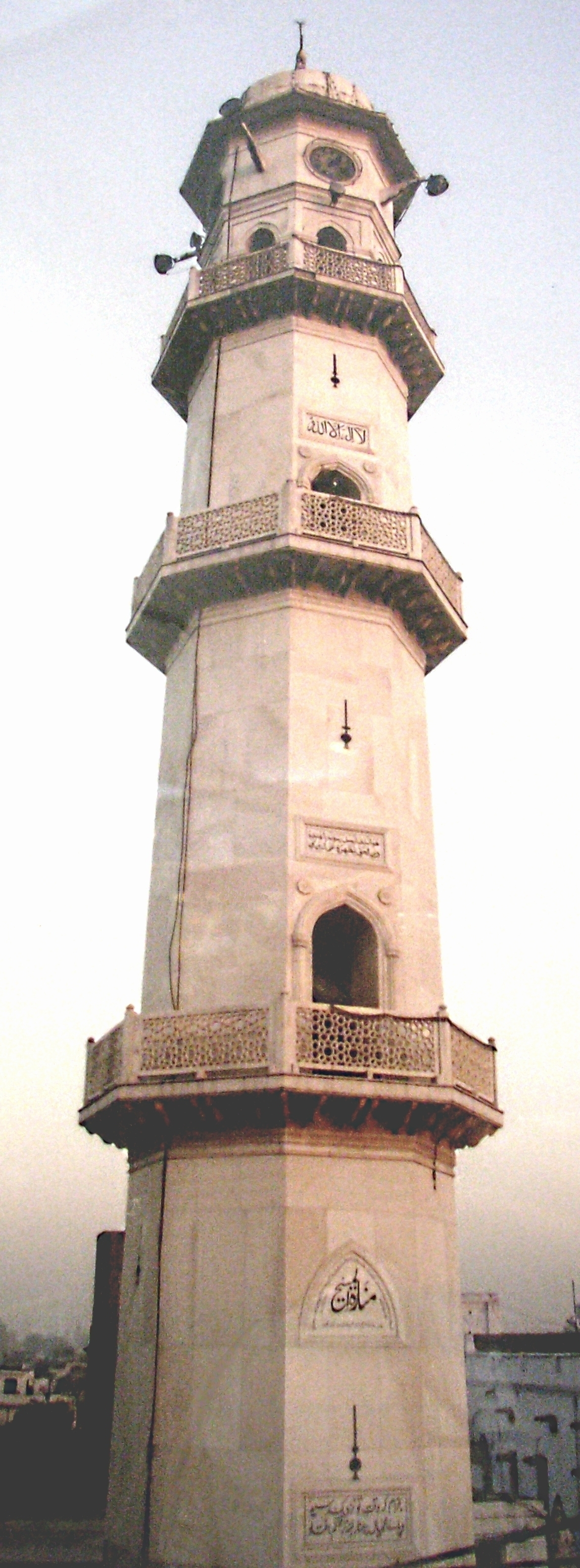
De Witte Minaret (Minaret van de Messias) is een beschermd monument in Qadian.

Qadian of Kadiyan is een nagar panchayat (plaats) in het district Gurdaspur van de Indiase staat Punjab. Het is de geboorteplaats van Mirza Ghulam Ahmad en was het eerste hoofdkwartier van de Ahmadiyya Moslim Gemeenschap.

## Demografie
Volgens de Indiase volkstelling van 2001 wonen er 20.827 mensen in Qadian, waarvan 54% mannelijk en 46% vrouwelijk is. De plaats heeft een alfabetiseringsgraad van 75%.